# Annamária Tóth
Annamária Tóth (z domu Kovács, ur. 14 września 1945 w Budapeszcie, zm. 16 lipca 2023 w Konstancji) – węgierska lekkoatletka specjalizująca się w pięcioboju, uczestniczka letnich igrzysk olimpijskich w Meksyku (1968), brązowa medalistka olimpijska w pięcioboju.

## Sukcesy sportowe
wielokrotna mistrzyni Węgier, m.in.:
- w biegu na 100 metrów – 1966
- dwukrotnie w biegu na 200 metrów – 1965, 1967
- trzykrotnie w biegu na 100 metrów przez płotki – 1966, 1967, 1969
- dwukrotnie w skoku w dal – 1965, 1969
- pięciokrotnie w pięcioboju – 1964, 1965, 1966, 1967, 1969

| Rok  | Miasto    | Zawody               | Konkurencja                  | Wynik                       |
| ---- | --------- | -------------------- | ---------------------------- | --------------------------- |
| 1965 | Budapeszt | Uniwersjada          | pięciobój sztafeta 4 × 100 m | srebrny medal brązowy medal |
| 1966 | Budapeszt | Mistrzostwa Europy   | pięciobój                    | 5. miejsce                  |
| 1968 | Meksyk    | Igrzyska olimpijskie | pięciobój                    | brązowy medal               |

## Rekordy życiowe
- pięciobój – 4959 – Meksyk 16/10/1968